# شانترام
شانترام هي رواية للكاتب الأسترالي غريغوري روبرتس صدرت عام 2003، تدور الرواية حول سارق بنك ومدمن هيروين أسترالي يهرب من سجن في أستراليا ويذهب إلى الهند. تم تحويل الرواية إلى مسلسل بنفس الاسم صدر على منصة أبل تي في + في 14 أكتوبر 2022.